# Dobe, Kostanjevica na Krki
Dobe este o localitate din comuna Kostanjevica na Krki, Slovenia, cu o populație de 88 de locuitori.